# Antonio de la Torre del Mar Márquez
Antonio Nicolás de la Torre del Mar-Márquez fue un reconocido abogado y político peruano. 

## Biografía
Nació en Cuzco, hijo de Benigno de la Torre del Mar quien fuera senador por el departamento del Cusco en los años 1870 y 1890 así como diputado constituyente por la provincia de Canas en el Congreso Constituyente de 1860 y diputado ordinario desde 1860 hasta 1863. Su madre, Augusta del Mar Márquez fue hija de Juan Manuel del Mar quien ocupó brevemente la presidencia del Perú entre septiembre de 1859 y marzo de 1860. Se casó el 7 de junio de 1918 con Celia López de Romaña con quien tuvo dos  hijos.
Fue elegido diputado por la provincia de Anta en 1907 durante los primeros gobiernos de José Pardo y Barreda y Augusto Leguía en la República Aristocrática y reelecto en 1913 durante el resto del gobierno de Augusto Leguía, los gobiernos de Guillermo Billinghurst y el primero de Óscar Raimundo Benavides así como el inicio del segundo de José Pardo y Barreda. En 1932, durante el gobierno de Luis Miguel Sánchez Cerro fue nombrado como Prefecto del Cuzco. Finalmente, en 1939 fue elegido como senador por el departamento del Cuzco durante el primer gobierno de Manuel Prado Ugarteche.